# Ottawa Nationals
Ottawa Nationals byl profesionální kanadský klub ledního hokeje, který sídlil v Ottawě v provincii Ontario. V letech 1972–1973 působil v profesionální soutěži World Hockey Association. Nationals ve své poslední sezóně v WHA skončily ve čtvrtfinále play-off. Své domácí zápasy odehrával v hale Ottawa Civic Centre s kapacitou 9 500 diváků. Klubové barvy byly červená a modrá.
Zanikl v roce 1973 po přestěhování frančízy z Ottawy do Toronta.

## Umístění v jednotlivých sezonách
Stručný přehled
Zdroj: 
- 1972–1973: World Hockey Association (Východní divize)

Jednotlivé ročníky
Zdroj: 
Legenda: Z - zápasy, V - výhry, VP - výhry v prodloužení, R - remízy, P - porážky, PP - porážky v prodloužení, VG - vstřelené góly, OG - obdržené góly, +/- - rozdíl skóre, B - body, KPW - Konference Prince z Walesu, CK - Campbellova konference, ZK - Západní konference, VK - Východní konference, fialové podbarvení - reorganizace, změna skupiny či soutěže
| USA / Kanada (1972 – 1973) |                       |        |    |    |    |   |    |    |     |     |     |    |        |             |
| Sezóny                     | Liga                  | Úroveň | Z  | V  | VP | R | PP | P  | VG  | OG  | +/- | B  | Pozice | Play-off    |
| 1972/73                    | WHA (Východní divize) | –      | 78 | 35 | –  | 4 | –  | 39 | 279 | 301 | -22 | 74 | 4.     | Čtvrtfinále |